# Du skall inte tro att Gud dig överger
Du skall inte tro att Gud dig överger är en sång med text av John Gowans och musik av John Larsson.

## Publicerad i
- Frälsningsarméns sångbok 1990 som nr 333 under rubriken "Frälsning".
- Sångboken 1998 som nr 15.